# ATP 500
ATP 500 er en kategori af individuelle tennisturneringer for mænd på ATP Tour, der er den fjerdehøjeste kategori af individuelle turneringer, kun overgået af de fire grand slam-turneringer, sæsonafslutningen ATP Finals og de ni turneringer i kategorien ATP Tour Masters 1000. Kategorien består pr. 2025 af 16 turneringer, der afvikles en gang årligt, og hvor vinderne modtager 500 point (heraf kategoriens navn) til sin pointsum på ATP's verdensrangliste.
Kategorien har reelt eksisteret siden ATP Tour blev stiftet i 1990 men har gennem tiden haft forskellige navne:
- ATP Championship Series (1990-99)
- ATP International Series Gold (2000-08)
- ATP World Tour 500 (2009-18)
- ATP Tour 500 / ATP 500 (siden 2019)

Antallet af turneringer i kategorien har gennem tiden varieret mellem ni og seksten.
Roger Federer er indehaver af rekorden for flest turneringssejre i single i denne kategori med 24 vundne titler, og doublerekorden indehaves af Daniel Nestor med 20 vundne turneringer på dette niveau.

## Turneringer
Turneringskategorien ATP 500 består pr. 2025 af følgende 16 turneringer, angivet i kronologisk rækkefølge i henhold til deres terminer på tennissæsonen pr. 2025.
| ATP 500-turneringer | ATP 500-turneringer                       | ATP 500-turneringer | ATP 500-turneringer                             | ATP 500-turneringer | ATP 500-turneringer | ATP 500-turneringer | ATP 500-turneringer | ATP 500-turneringer | ATP 500-turneringer | ATP 500-turneringer |
| Turnering | Sponsoreret navn                          | By                  | Spillested                                      | Underlag            | Tilsk.pladser       | Grundlagt           | Deltagere           | Termin              |                     |                     |
| --- | ----------------------------------------- | ------------------- | ----------------------------------------------- | ------------------- | ------------------- | ------------------- | ------------------- | ------------------- | ------------------- | ------------------- |
| Dallas Open | Dallas Open                               | Dallas              | Ford Center at The Star                         | Hardcourt (i)       | 12.000              | 2022                | 32                  | Primo februar       |                     |                     |
| Rotterdam World Tennis Tournament | ABN AMRO Open                             | Rotterdam           | Rotterdam Ahoy                                  | Hardcourt (i)       | 15.818              | 1974                | 32                  | Primo februar       |                     |                     |
| Qatar Open | Qatar ExxonMobil Open                     | Doha                | Khalifa International Tennis and Squash Complex | Hardcourt           | 7.000               | 1993                | 32                  | Medio februar       |                     |                     |
| Rio Open | Rio Open presented by Claro               | Rio de Janeiro      | Jockey Club Brasileiro                          | Grus                | 6.200               | 2014                | 32                  | Medio februar       |                     |                     |
| Dubai Tennis Championships | Dubai Duty Free Tennis Championships      | Dubai               | Aviation Club Tennis Centre                     | Hardcourt           | 5.000               | 1993                | 32                  | Februar-marts       |                     |                     |
| Abierto Mexicano de Tenis | Abierto Mexicano Telcel presented by HSBC | Acapulco            | Arena GNP Seguros                               | Hardcourt           | 6.000               | 1993                | 32                  | Februar-marts       |                     |                     |
| Barcelona Open | Barcelona Open BancSabadell               | Barcelona           | Real Club de Tenis Barcelona                    | Grus                | 8.800               | 1953                | 48                  | Medio april         |                     |                     |
| Bayerns Internationale Tennismesterskaber | BMW Open                                  | München             | MTTC Iphitos                                    | Grus                | 5.600               | 1899                | 32                  | Medio april         |                     |                     |
| Hamburg European Open | Hamburg European Open                     | Hamborg             | Am Rothenbaum                                   | Grus                | 13.300              | 1892                | 32                  | Medio maj           |                     |                     |
| Halle Open | Terra Wortmann Open                       | Halle               | OWL Arena                                       | Græs                | 12.300              | 1993                | 32                  | Medio juni          |                     |                     |
| Queen's Club-mesterskaberne | Cinch Championships                       | London              | Queen's Club                                    | Græs                | 8.650               | 1890                | 32                  | Medio juni          |                     |                     |
| Washington Open | Citi Open                                 | Washington DC       | William H.G. FitzGerald Tennis Center           | Hardcourt           | 7.500               | 1969                | 48                  | Ultimo juli         |                     |                     |
| Japan Open Tennis Championships | Rakuten Japan Open Tennis Championships   | Tokyo               | Ariake Coliseum                                 | Hardcourt           | 10.000              | 1972                | 32                  | Ultimo september    |                     |                     |
| China Open | China Open                                | Beijing             | National Tennis Center                          | Hardcourt           | 15.000              | 1993                | 32                  | Ultimo september    |                     |                     |
| Swiss Indoors Basel | Swiss Indoors Basel                       | Basel               | St. Jakobshalle                                 | Hardcourt (i)       | 9.000               | 1970                | 32                  | Ultimo oktober      |                     |                     |
| Wien Open | Erste Bank Open                           | Wien                | Wiener Stadthalle                               | Hardcourt (i)       | 7.500               | 1974                | 32                  | Ultimo oktober      |                     |                     |
| Noter: (i) Indendørs. |                                           |                     |                                                 |                     |                     |                     |                     |                     |                     |                     |
| Rotterd. Rio de Janeiro Dubai Acapulco Barcelona London Halle Hamborg Washington Beijing Tokyo Wien Basel Dallas Doha München Underlag: Hardcourt (udendørs) Hardcourt (indendørs) Grus Græs |                                           |                     |                                                 |                     |                     |                     |                     |                     |                     |                     |

## Retningslinjer
ATP Tour's regelbog udstikker visse retningslinjer for turneringer i kategorien ATP Tour 500.

### Ranglistepoint
Spillerne opnår point til ATP's verdensrangliste ved deltagelse i ATP 500-turneringer. Antallet af vundne point afhænger af antallet af deltagere i hovedturneringen og er de samme i single- og doublerækkerne.
| Resultat                          | Point    | Point    | Point    |
| Resultat                          | Single   | Single   | Double   |
| Resultat                          | 48 delt. | 32 delt. | 16 delt. |
| --------------------------------- | -------- | -------- | -------- |
| Vinder af turneringen             | 500      | 500      | 500      |
| Nederlag i finalen                | 300      | 300      | 300      |
| Nederlag i semfinalen             | 180      | 180      | 180      |
| Nederlag i kvartfinalen           | 90       | 90       | 90       |
| Nederlag i 1/8-finalen            | 45       | 45       | 0        |
| Nederlag i 1/16-finalen           | 20       | 0        | -        |
| Nederlag i 1/32-finalen           | 0        | -        | -        |
| Kvalificeret til hovedturneringen | 10       | 20       | 45       |
| Nederlag i 2. kval.runde          | 4        | 10       | 25       |
| Nederlag i 1. kval.runde          | 0        | 0        | 0        |

## Single-vindere

### ATP Championship Series (1990-99)
| Vindere af ATP Championship Series-turneringer | Vindere af ATP Championship Series-turneringer | Vindere af ATP Championship Series-turneringer | Vindere af ATP Championship Series-turneringer | Vindere af ATP Championship Series-turneringer | Vindere af ATP Championship Series-turneringer | Vindere af ATP Championship Series-turneringer | Vindere af ATP Championship Series-turneringer | Vindere af ATP Championship Series-turneringer | Vindere af ATP Championship Series-turneringer | Vindere af ATP Championship Series-turneringer | Vindere af ATP Championship Series-turneringer | Vindere af ATP Championship Series-turneringer | Vindere af ATP Championship Series-turneringer |
| Sæson                                          | Toronto (i)                                    | Bruxelles                                      | Philadelphia                                   | Stuttgart (i)                                  | Tokyo                                          | Barcelona                                      | Stuttgart                                      | Washington                                     | Indianapolis                                   | New Haven                                      | Sydney (i)                                     | Tokyo (i)                                      |                                                |
| ---------------------------------------------- | ---------------------------------------------- | ---------------------------------------------- | ---------------------------------------------- | ---------------------------------------------- | ---------------------------------------------- | ---------------------------------------------- | ---------------------------------------------- | ---------------------------------------------- | ---------------------------------------------- | ---------------------------------------------- | ---------------------------------------------- | ---------------------------------------------- | ---------------------------------------------- |
| 1990                                           | Lendl (1/6)                                    | Becker (1/9)                                   | Sampras (1/12)                                 | Becker (2/9)                                   | Edberg (1/8)                                   | Gómez (1/1)                                    | Ivanišević (1/7)                               | Agassi (1/6)                                   | Becker (3/9)                                   | Rostagno (1/1)                                 | Becker (4/9)                                   | Lendl (2/6)                                    |                                                |
| Sæson                                          | Philadelphia                                   | Bruxelles                                      | Memphis                                        | Stuttgart (i)                                  | Tokyo                                          | Barcelona                                      | Stuttgart                                      | Washington                                     | Indianapolis                                   | New Haven                                      | Sydney (i)                                     | Tokyo (i)                                      |                                                |
| 1991                                           | Lendl (3/6)                                    | Forget (1/1)                                   | Lendl (4/6)                                    | Edberg (2/8)                                   | Edberg (3/8)                                   | Sánchez (1/1)                                  | Stich (1/3)                                    | Agassi (2/6)                                   | Sampras (2/12)                                 | P. Korda (1/2)                                 | Edberg (4/8)                                   | Edberg (5/8)                                   |                                                |
| Sæson                                          | Bruxelles                                      | Memphis                                        | Philadelphia                                   | Stuttgart (i)                                  | Tokyo                                          | Barcelona                                      | Stuttgart                                      | Washington                                     | Indianapolis                                   | New Haven                                      | Sydney (i)                                     | Tokyo (i)                                      |                                                |
| 1992                                           | Becker (5/9)                                   | Washington (1/1)                               | Sampras (3/12)                                 | Ivanišević (2/7)                               | Courier (1/5)                                  | C. Costa (1/1)                                 | A.Medvedev (1/3)                               | P. Korda (2/2)                                 | Sampras (4/12)                                 | Edberg (6/8)                                   | Ivanišević (3/7)                               | Lendl (5/6)                                    |                                                |
| Sæson                                          | Milano                                         | Memphis                                        | Philadelphia                                   | Stuttgart (i)                                  | Tokyo                                          | Barcelona                                      | Stuttgart                                      | Washington                                     | Indianapolis                                   | New Haven                                      | Sydney (i)                                     | Tokyo (i)                                      |                                                |
| 1993                                           | Becker (6/9)                                   | Courier (2/5)                                  | Woodforde (1/1)                                | Stich (2/3)                                    | Sampras (5/12)                                 | A.Medvedev (2/3)                               | Gustafsson (1/2)                               | Mansdorf (1/1)                                 | Courier (3/5)                                  | A.Medvedev (3/3)                               | Yzaga (1/1)                                    | Lendl (6/6)                                    |                                                |
| 1994                                           | Becker (7/9)                                   | Martin (1/3)                                   | Chang (1/5)                                    | Edberg (7/8)                                   | Sampras (6/12)                                 | Krajicek (1/5)                                 | Berasategui (1/1)                              | Edberg (8/8)                                   | Ferreira (1/1)                                 | Becker (8/9)                                   | Krajicek (2/5)                                 | Ivanišević (4/7)                               |                                                |
| Sæson                                          | Milano                                         | Memphis                                        | Philadelphia                                   | Stuttgart (i)                                  | Tokyo                                          | Barcelona                                      | Stuttgart                                      | Washington                                     | Indianapolis                                   | New Haven                                      |                                                | Tokyo (i)                                      |                                                |
| 1995                                           | Kafelnikov (1/4)                               | Martin (2/3)                                   | Enqvist (1/2)                                  | Krajicek (3/5)                                 | Courier (4/5)                                  | Muster (1/4)                                   | Muster (2/4)                                   | Agassi (3/6)                                   | Enqvist (2/2)                                  | Agassi (4/6)                                   | Chang (2/5)                                    |                                                |                                                |
| Sæson                                          | Antwerpen                                      | Memphis                                        | Philadelphia                                   | Milano                                         | Tokyo                                          | Barcelona                                      | Stuttgart                                      | Washington                                     | Indianapolis                                   | New Haven                                      | Wien                                           |                                                |                                                |
| 1996                                           | Stich (3/3)                                    | Sampras (7/12)                                 | Courier (5/5)                                  | Ivanišević (5/7)                               | Sampras (8/12)                                 | Muster (3/4)                                   | Muster (4/4)                                   | Chang (3/5)                                    | Sampras (9/12)                                 | O'Brien (1/1)                                  | Becker (9/9)                                   |                                                |                                                |
| Sæson                                          | Antwerpen                                      | Memphis                                        | Philadelphia                                   | Milano                                         | Tokyo                                          | Barcelona                                      | Stuttgart                                      | Washington                                     | Indianapolis                                   | New Haven                                      | Singapore                                      | Wien                                           |                                                |
| 1997                                           | Rosset (1/2)                                   | Chang (4/5)                                    | Sampras (10/12)                                | Ivanišević (6/7)                               | Krajicek (4/5)                                 | A. Costa (1/2)                                 | Corretja (1/5)                                 | Chang (5/5)                                    | Björkman (1/1)                                 | Kafelnikov (2/4)                               | Gustafsson (2/2)                               | Ivanišević (7/7)                               |                                                |
| Sæson                                          | Antwerpen                                      | Memphis                                        | Philadelphia                                   | London (i)                                     | Tokyo                                          | Barcelona                                      | Stuttgart                                      | Washington                                     | Indianapolis                                   | New Haven                                      | Singapore                                      | Wien                                           |                                                |
| 1998                                           | Rusedski (1/3)                                 | Philippouss. (1/2)                             | Sampras (11/12)                                | Kafelnikov (3/4)                               | Pavel (1/1)                                    | Martin (3/3)                                   | Kuerten (1/4)                                  | Agassi (5/6)                                   | Corretja (2/5)                                 | Kučera (1/1)                                   | Ríos (1/2)                                     | Sampras (12/12)                                |                                                |
| Sæson                                          | Rotterdam                                      | Memphis                                        |                                                | London (i)                                     | Tokyo                                          | Barcelona                                      | Stuttgart                                      | Kitzbühel                                      | Indianapolis                                   | Washington                                     | Singapore                                      | Wien                                           |                                                |
| 1999                                           | Kafelnikov (4/4)                               | Haas (1/4)                                     | Krajicek (5/5)                                 | Kiefer (1/1)                                   | Mantilla (1/1)                                 | Norman (1/1)                                   | A. Costa (2/2)                                 | Lapentti (1/2)                                 | Agassi (6/6)                                   | Ríos (2/2)                                     | Rusedski (2/3)                                 |                                                |                                                |

### ATP International Series Gold (2000-08)
| 2000  | Pioline (1/1)  | Larsson (1/1)      | Rosset (2/2)   | Chela (1/2)   | Safin (1/1)   | Squillari (1/1) | Corretja (3/5)  | Kuerten (2/4)   | Corretja (4/5)   | Schalken (1/1) | Henman (1/1) |
| Sæson | Rotterdam      | Memphis            | Dubai          | Acapulco      | Barcelona     | Stuttgart       | Kitzbühel       | Indianapolis    | Washington       | Tokyo          | Wien         |
| 2001  | Escudé (1/2)   | Philippouss. (2/2) | Ferrero (1/2)  | Kuerten (3/4) | Ferrero (2/2) | Kuerten (4/4)   | Lapentti (2/2)  | Rafter (1/1)    | Roddick (1/5)    | Hewitt (1/2)   | Haas (2/4)   |
| Sæson | Rotterdam      | Memphis            | Dubai          | Acapulco      | Barcelona     |                 | Kitzbühel       | Indianapolis    | Washington       | Tokyo          | Wien         |
| 2002  | Escudé (2/2)   | Roddick (2/5)      | Santoro (1/1)  | Moyá (1/3)    | Gaudio (1/2)  | Corretja (5/5)  | Rusedski (3/3)  | Blake (1/1)     | Carlsen (1/2)    | Federer (1/24) |              |
| Sæson | Rotterdam      | Memphis            | Dubai          | Acapulco      | Barcelona     | Stuttgart       | Kitzbühel       |                 |                  | Tokyo          | Wien         |
| 2003  | Mirnyj (1/1)   | Dent (1/1)         | Federer (2/24) | Calleri (1/2) | Moyá (2/3)    | Coria (1/2)     | Coria (2/2)     | Schüttler (1/1) | Federer (3/24)   |                |              |
| 2004  | Hewitt (2/2)   | Johansson (1/1)    | Federer (4/24) | Moyá (3/3)    | Robredo (1/1) | Cañas (1/1)     | Massú (1/1)     | Novák (1/1)     | López (1/3)      |                |              |
| 2005  | Federer (5/24) | Carlsen (2/2)      | Federer (6/24) | Nadal (1/23)  | Nadal (2/23)  | Nadal (3/23)    | Gaudio (2/2)    | Moodie (1/1)    | Ljubičić (1/2)   |                |              |
| 2006  | Štěpánek (1/2) | Haas (3/4)         | Nadal (4/23)   | Horna (1/1)   | Nadal (5/23)  | Ferrer (1/10)   | Calleri (2/2)   | Federer (7/24)  | Ljubičić (2/2)   |                |              |
| 2007  | Juzjnyj (1/2)  | Haas (4/4)         | Federer (8/24) | Chela (2/2)   | Nadal (6/23)  | Nadal (7/23)    | Mónaco (1/2)    | Ferrer (2/10)   | Djokovic (1/15)  |                |              |
| Sæson | Rotterdam      | Memphis            | Acapulco       | Dubai         | Barcelona     | Stuttgart       | Kitzbühel       | Tokyo           | Wien             |                |              |
| 2008  | Llodra (1/1)   | Darcis (1/1)       | Almagro (1/2)  | Roddick (3/5) | Nadal (8/23)  | del Potro (1/9) | del Potro (2/9) | Berdych (1/3)   | Petzschner (1/1) |                |              |

### ATP World Tour 500 (2009-18)
| Vindere af ATP World Tour 500-turneringer | Vindere af ATP World Tour 500-turneringer | Vindere af ATP World Tour 500-turneringer | Vindere af ATP World Tour 500-turneringer | Vindere af ATP World Tour 500-turneringer | Vindere af ATP World Tour 500-turneringer | Vindere af ATP World Tour 500-turneringer | Vindere af ATP World Tour 500-turneringer | Vindere af ATP World Tour 500-turneringer | Vindere af ATP World Tour 500-turneringer | Vindere af ATP World Tour 500-turneringer | Vindere af ATP World Tour 500-turneringer | Vindere af ATP World Tour 500-turneringer | Vindere af ATP World Tour 500-turneringer |
| ----------------------------------------- | ----------------------------------------- | ----------------------------------------- | ----------------------------------------- | ----------------------------------------- | ----------------------------------------- | ----------------------------------------- | ----------------------------------------- | ----------------------------------------- | ----------------------------------------- | ----------------------------------------- | ----------------------------------------- | ----------------------------------------- | ----------------------------------------- |
| Sæson                                     | Rotterdam                                 | Memphis                                   | Dubai                                     | Acapulco                                  | Barcelona                                 |                                           |                                           | Hamborg                                   | Washington                                | Beijing                                   | Tokyo                                     | Valencia                                  | Basel                                     |
| 2009                                      | Murray (1/9)                              | Roddick (4/5)                             | Djokovic (2/15)                           | Almagro (2/2)                             | Nadal (9/23)                              | Davyden. (1/1)                            | del Potro (3/9)                           | Djokovic (3/15)                           | Tsonga (1/2)                              | Murray (2/9)                              | Djokovic (4/15)                           |                                           |                                           |
| 2010                                      | Söderling (1/2)                           | Querrey (1/2)                             | Djokovic (5/15)                           | Ferrer (3/10)                             | Verdasco (1/1)                            | Golubev (1/1)                             | Nalband. (1/1)                            | Djokovic (6/15)                           | Nadal (10/23)                             | Ferrer (4/10)                             | Federer (9/24)                            |                                           |                                           |
| 2011                                      | Söderling (2/2)                           | Roddick (5/5)                             | Djokovic (7/15)                           | Ferrer (5/10)                             | Nadal (11/23)                             | Simon (1/1)                               | Štěpánek (2/2)                            | Berdych (2/3)                             | Murray (3/9)                              | Granollers (1/2)                          | Federer (10/24)                           |                                           |                                           |
| 2012                                      | Federer (11/24)                           | Melzer (1/1)                              | Federer (12/24)                           | Ferrer (6/10)                             | Nadal (12/23)                             | Mónaco (2/2)                              | Dolgopolov (1/1)                          | Djokovic (8/15)                           | Nishikori (1/6)                           | Ferrer (7/10)                             | del Potro (4/9)                           |                                           |                                           |
| 2013                                      | del Potro (5/9)                           | Nishikori (2/6)                           | Djokovic (9/15)                           | Nadal (13/23)                             | Nadal (14/23)                             | Fognini (1/1)                             | del Potro (6/9)                           | Djokovic (10/15)                          | del Potro (7/9)                           | Juzjnyj (2/2)                             | del Potro (8/9)                           |                                           |                                           |
| Sæson                                     | Rotterdam                                 | Rio de Janeiro                            | Dubai                                     | Acapulco                                  | Barcelona                                 | Hamborg                                   | Washington                                | Beijing                                   | Tokyo                                     | Valencia                                  | Basel                                     |                                           |                                           |
| 2014                                      | Berdych (3/3)                             | Nadal (15/23)                             | Federer (13/24)                           | Dimitrov (1/1)                            | Nishikori (3/6)                           | L. Mayer (1/2)                            | Raonic (1/1)                              | Djokovic (11/15)                          | Nishikori (4/6)                           | Murray (4/9)                              | Federer (14/24)                           |                                           |                                           |
| Sæson                                     | Rotterdam                                 | Rio de Janeiro                            | Dubai                                     | Acapulco                                  | Barcelona                                 | Halle                                     | London                                    | Hamborg                                   | Washington                                | Beijing                                   | Tokyo                                     | Wien                                      | Basel                                     |
| 2015                                      | Wawrinka (1/3)                            | Ferrer (8/10)                             | Federer (15/24)                           | Ferrer (9/10)                             | Nishikori (5/6)                           | Federer (16/24)                           | Murray (5/9)                              | Nadal (16/23)                             | Nishikori (6/6)                           | Djokovic (12/15)                          | Wawrinka (2/3)                            | Ferrer (10/10)                            | Federer (17/24)                           |
| 2016                                      | Kližan (1/2)                              | Cuevas (1/1)                              | Wawrinka (3/3)                            | Thiem (1/5)                               | Nadal (17/23)                             | F. Mayer (1/1)                            | Murray (6/9)                              | Kližan (2/2)                              | Monfils (1/3)                             | Murray (7/9)                              | Kyrgios (1/4)                             | Murray (8/9)                              | Granollers (2/2)                          |
| 2017                                      | Tsonga (2/2)                              | Thiem (2/5)                               | Murray (9/9)                              | Querrey (2/2)                             | Nadal (18/23)                             | Federer (18/24)                           | López (2/3)                               | L. Mayer (2/2)                            | Zverev (1/6)                              | Nadal (19/23)                             | Goffin (1/1)                              | Pouille (1/1)                             | Federer (19/24)                           |
| 2018                                      | Federer (20/24)                           | Schwartz. (1/1)                           | Bautista (1/1)                            | del Potro (9/9)                           | Nadal (20/23)                             | Ćorić (1/1)                               | Čilić (1/1)                               | Basilashv. (1/3)                          | Zverev (2/6)                              | Basilashv. (2/3)                          | D. Medv. (1/4)                            | Anderson (1/1)                            | Federer (21/24)                           |

### ATP Tour 500 (siden 2019)
| Vindere af ATP Tour 500-turneringer | Vindere af ATP Tour 500-turneringer | Vindere af ATP Tour 500-turneringer | Vindere af ATP Tour 500-turneringer | Vindere af ATP Tour 500-turneringer | Vindere af ATP Tour 500-turneringer | Vindere af ATP Tour 500-turneringer | Vindere af ATP Tour 500-turneringer | Vindere af ATP Tour 500-turneringer | Vindere af ATP Tour 500-turneringer | Vindere af ATP Tour 500-turneringer | Vindere af ATP Tour 500-turneringer | Vindere af ATP Tour 500-turneringer | Vindere af ATP Tour 500-turneringer | Vindere af ATP Tour 500-turneringer | Vindere af ATP Tour 500-turneringer | Vindere af ATP Tour 500-turneringer | Vindere af ATP Tour 500-turneringer |
| ----------------------------------- | ----------------------------------- | ----------------------------------- | ----------------------------------- | ----------------------------------- | ----------------------------------- | ----------------------------------- | ----------------------------------- | ----------------------------------- | ----------------------------------- | ----------------------------------- | ----------------------------------- | ----------------------------------- | ----------------------------------- | ----------------------------------- | ----------------------------------- | ----------------------------------- | ----------------------------------- |
| Sæson                               | Rotterdam                           |                                     | Rio de Janeiro                      |                                     | Dubai                               | Acapulco                            | Barcelona                           |                                     | Halle                               | London                              | Hamborg                             | Washington                          | Beijing                             | Tokyo                               |                                     | Wien                                | Basel                               |
| 2019                                | Monfils (2/3)                       | Đere (1/1)                          |                                     | Feder. (22/24)                      | Kyrgios (2/4)                       | Thiem (3/5)                         | Feder. (23/24)                      | López (3/3)                         | Basilash. (3/3)                     | Kyrgios (3/4)                       | Thiem (4/5)                         | Djoko. (13/15)                      | Thiem (5/5)                         | Feder. (24/24)                      |                                     |                                     |                                     |
| Sæson                               | Rotterdam                           | Rio de Janeiro                      |                                     | Dubai                               | Acapulco                            | Barcelona                           | Halle                               | London                              | Hamborg                             | Washington                          | Beijing                             | Tokyo                               | Skt. Petersborg                     | Wien                                | Basel                               |                                     |                                     |
| 2020                                | Monfils (3/3)                       | Garín (1/1)                         |                                     | Djokov. (14/15)                     | Nadal (21/23)                       | Aflyst                              | Aflyst                              | Aflyst                              | Rubljov (1/6)                       | Aflyst                              | Aflyst                              | Aflyst                              | Rubljov (2/6)                       | Rubljov (3/6)                       | Aflyst                              |                                     |                                     |
| Sæson                               | Rotterdam                           | Rio de Janeiro                      |                                     | Dubai                               | Acapulco                            | Barcelona                           | Halle                               | London                              | Hamborg                             | Washington                          | Beijing                             | Tokyo                               |                                     | Wien                                | Basel                               |                                     |                                     |
| 2021                                | Rubljov (4/6)                       | Aflyst                              |                                     | Karatsev (1/1)                      | Zverev (3/6)                        | Nadal (22/23)                       | Humbert (1/2)                       | Berrettini (1/2)                    | Carreño (1/1)                       | Sinner (1/5)                        | Aflyst                              | Aflyst                              | Zverev (4/6)                        | Aflyst                              |                                     |                                     |                                     |
| Sæson                               | Rotterdam                           | Rio de Janeiro                      |                                     | Dubai                               | Acapulco                            | Barcelona                           | Halle                               | London                              | Hamborg                             | Washington                          | Beijing                             | Tokyo                               | Astana                              | Wien                                | Basel                               |                                     |                                     |
| 2022                                | Auger-Al. (1/3)                     | Alcaraz (1/7)                       |                                     | Rubljov (5/6)                       | Nadal (23/23)                       | Alcaraz (2/7)                       | Hurkacz (1/1)                       | Berrettini (2/2)                    | Musetti (1/1)                       | Kyrgios (4/4)                       | Aflyst                              | Fritz (1/1)                         | Djokov. (15/15)                     | D. Medv. (2/4)                      | Auger (2/3)                         |                                     |                                     |
| 2023                                | D. Medv. (3/4)                      | Norrie (1/1)                        |                                     | D. Medv. (4/4)                      | de Min. (1/3)                       | Alcaraz (3/7)                       | Bublik (1/2)                        | Alcaraz (4/7)                       | Zverev (5/6)                        | Evans (1/1)                         | Sinner (2/5)                        | Shelton (1/1)                       |                                     | Sinner (3/5)                        | Auger (3/3)                         |                                     |                                     |
| 2024                                | Sinner (4/5)                        | Báez (1/2)                          |                                     | Humbert (2/2)                       | de Min. (2/3)                       | Ruud (1/1)                          | Sinner (5/5)                        | Paul (1/1)                          | Fils (1/2)                          | S. Korda (1/1)                      | Alcaraz (5/7)                       | Fils (2/2)                          | Draper (1/1)                        | Mpetshi (1/1)                       |                                     |                                     |                                     |
| Sæson                               | Rotterdam                           | Dallas Open                         | Rio de Janeiro                      | Qatar Open                          | Dubai                               | Acapulco                            | Barcelona                           | München                             | Hamborg                             | Halle                               | London                              | Washington                          | Beijing                             | Tokyo                               | Wien                                | Basel                               |                                     |
| 2025                                | Alcaraz (6/7)                       | Denis Shapovalov (1/1)              | Báez (2/2)                          | Rubljov (6/6)                       | Tsitsipas (1/1)                     | Macháč (1/1)                        | Rune(1/1)                           | Zverev (6/6)                        | Cobolli(1/1)                        | Bublik (2/2)                        | Alcaraz (7/7)                       | de Min. (3/3)                       |                                     |                                     |                                     |                                     |                                     |

I 2020 blev Skt. Petersborg Open ekstraordinært opgraderet fra en ATP Tour 250-turnering til en ATP Tour 500-turnering som kompensation for de mange aflyste turneringer på ATP Tour 500-niveau som følge af COVID-19-pandemien.

### Flest titler
Følgende spillere har gennem tiden vundet mindst fem singleturneringer på ATP Tour i kategorierne ATP Championship Series, ATP International Series Gold, ATP World Tour 500, ATP Tour 500 eller ATP 500. Aktive spillere er markeret med fed skrift.
| Roger Federer         | 24 | 2002 | 2019 | Dubai (8), Basel (7), Rotterdam (3), Halle (3), Wien (2), Tokyo (1)                                                 |
| Rafael Nadal          | 23 | 2005 | 2022 | Barcelona (12), Acapulco (4), Stuttgart (2), Rio de Janeiro (1), Dubai (1), Hamborg (1), Beijing (1), Tokyo (1)     |
| Novak Djokovic        | 15 | 2007 | 2022 | Beijing (6), Dubai (5), Tokyo (1), Astana (1), Wien (1), Basel (1)                                                  |
| Pete Sampras          | 12 | 1990 | 1998 | Philadelphia (4), Tokyo (3), Indianapolis (3), Memphis (1), Wien (1)                                                |
| David Ferrer          | 10 | 2001 | 2015 | Acapulco (4), Valencia (2), Rio de Janeiro (1), Stuttgart (1), Tokyo (1), Wien (1)                                  |
| Boris Becker          | 9  | 1990 | 1996 | Bruxelles (2), Milano (2), Indianapolis (1), New Haven (1), Stuttgart indendørs (1), Sydney indendørs (1), Wien (1) |
| Juan Martín del Potro | 9  | 2008 | 2018 | Basel (2), Rotterdam (1), Acapulco (1), Stuttgart (1), Kitzbühel (1), Washington (2), Tokyo (1)                     |
| Andy Murray           | 9  | 2009 | 2017 | London (2), Valencia (2), Rotterdam (1), Dubai (1), Beijing (1), Tokyo (1), Wien (1)                                |
| Stefan Edberg         | 8  | 1990 | 1994 | Stuttgart indendørs (2), Tokyo (2), Washington (1), New Haven (1), Sydney indendørs (1), Tokyo indendørs (1)        |
| Goran Ivanišević      | 7  | 1990 | 1997 | Milano (2), Stuttgart indendørs (1), Stuttgart (1), Sydney indendørs (1), Tokyo indendørs (1), Wien (1)             |
| Carlos Alcaraz        | 7  | 2022 | 2025 | Barcelona (2), Rio de Janeiro (1), London (2), Beijing (1), Rotterdam (1)                                           |
| Ivan Lendl            | 6  | 1990 | 1993 | Tokyo indendørs (3), Toronto (1), Philadelphia (1), Memphis (1)                                                     |
| Andre Agassi          | 6  | 1990 | 1999 | Washington (5), New Haven (1)                                                                                       |
| Kei Nishikori         | 6  | 2012 | 2015 | Barcelona (2), Tokyo (2), Memphis (1), Washington (1)                                                               |
| Andrej Rubljov        | 6  | 2020 | 2025 | Rotterdam (1), Dubai (1), Hamborg (1), Skt. Petersborg (1), Wien (1), Doha (1)                                      |
| Alexander Zverev      | 6  | 2017 | 2025 | Washington (2), Acapulco (1), Hamborg (1), Wien (1), München (1)                                                    |
| Jim Courier           | 5  | 1992 | 1996 | Tokyo (2), Memphis (1), Philadelphia (1), Indianapolis (1)                                                          |
| Michael Chang         | 5  | 1994 | 1997 | Washington (2), Memphis (1), Philadelphia (1), Tokyo indendørs (1)                                                  |
| Richard Krajicek      | 5  | 1994 | 1999 | Stuttgart indendørs (1), London indendørs (1), Tokyo (1), Barcelona (1), Sydney indendørs (1)                       |
| Àlex Corretja         | 5  | 1997 | 2002 | Kitzbühel (2), Stuttgart (1), Indianapolis (1), Washington (1)                                                      |
| Andy Roddick          | 5  | 2001 | 2011 | Memphis (3), Dubai (1), Washington (1)                                                                              |
| Dominic Thiem         | 5  | 2016 | 2019 | Rio de Janeiro (1), Acapulco (1), Barcelona (1), Beijing (1), Wien (1)                                              |
| Jannik Sinner         | 5  | 2021 | 2024 | Rotterdam (1), Halle (1), Washington (1), Beijing (1), Wien (1)                                                     |

## Double-vindere

### ATP Championship Series (1990-99)
| Vindere af ATP Championship Series-turneringer | Vindere af ATP Championship Series-turneringer | Vindere af ATP Championship Series-turneringer | Vindere af ATP Championship Series-turneringer | Vindere af ATP Championship Series-turneringer | Vindere af ATP Championship Series-turneringer | Vindere af ATP Championship Series-turneringer | Vindere af ATP Championship Series-turneringer | Vindere af ATP Championship Series-turneringer | Vindere af ATP Championship Series-turneringer | Vindere af ATP Championship Series-turneringer | Vindere af ATP Championship Series-turneringer | Vindere af ATP Championship Series-turneringer | Vindere af ATP Championship Series-turneringer |
| Sæson                                          | Toronto (i)                                    | Bruxelles                                      | Philadelphia                                   | Stuttgart (i)                                  | Tokyo                                          | Barcelona                                      | Stuttgart                                      | Washington                                     | Indianapolis                                   | New Haven                                      | Sydney (i)                                     | Tokyo (i)                                      |                                                |
| ---------------------------------------------- | ---------------------------------------------- | ---------------------------------------------- | ---------------------------------------------- | ---------------------------------------------- | ---------------------------------------------- | ---------------------------------------------- | ---------------------------------------------- | ---------------------------------------------- | ---------------------------------------------- | ---------------------------------------------- | ---------------------------------------------- | ---------------------------------------------- | ---------------------------------------------- |
| 1990                                           | Galbraith (1/8) Macpherson (1/3)               | E. Sánchez (1/3) Živojinović (1/1)             | Leach (1/8) Pugh (1/2)                         | Forget (1/3) Hlasek (1/2)                      | Kratzmann (1/3) Masur (1/5)                    | Gómez (1/2) J. Sánchez (1/3)                   | Aldrich (1/1) Visser (1/1)                     | Connell (1/8) Michibata (1/1)                  | Davis (1/4) Pate (1/2)                         | Brown (1/1) Melville (1/4)                     | Dyke (1/1) Lundgren (1/1)                      | Forget (2/3) Hlasek (2/2)                      |                                                |
| Sæson                                          | Philadelphia                                   | Bruxelles                                      | Memphis                                        | Stuttgart (i)                                  | Tokyo                                          | Barcelona                                      | Stuttgart                                      | Washington                                     | Indianapolis                                   | New Haven                                      | Sydney (i)                                     | Tokyo (i)                                      |                                                |
| 1991                                           | Leach (2/8) Pugh (2/2)                         | Woodbr. (1/12) Woodforde (1/11)                | Riglewski (1/1) Stich (1/1)                    | Casal (1/1) E. Sánchez (2/3)                   | Edberg (1/1) Woodbr. (2/12)                    | de la Peña (1/1) Nargiso (1/1)                 | Masur (2/5) E. Sánchez (3/3)                   | Davis (2/4) Pate (2/2)                         | Flach (1/2) Seguso (1/1)                       | P. Korda (1/1) Masur (3/5)                     | Grabb (1/7) Reneberg (1/7)                     | Grabb (2/7) Reneberg (2/7)                     |                                                |
| Sæson                                          | Bruxelles                                      | Memphis                                        | Philadelphia                                   | Stuttgart (i)                                  | Tokyo                                          | Barcelona                                      | Stuttgart                                      | Washington                                     | Indianapolis                                   | New Haven                                      | Sydney (i)                                     | Tokyo (i)                                      |                                                |
| 1992                                           | Becker (1/2) J. McEnroe (1/1)                  | Woodbr. (3/12) Woodforde (2/11)                | Woodbr. (4/12) Woodforde (3/11)                | Nijssen (1/3) Suk (1/7)                        | Jones (1/2) Leach (3/8)                        | Gómez (2/2) J. Sánchez (2/3)                   | Layendeck. (1/1) Talbot (1/2)                  | Garnett (1/1) Palmer (1/6)                     | Grabb (3/7) Reneberg (3/7)                     | Jones (2/2) Leach (4/8)                        | P. McEnroe (1/2) Stark (1/4)                   | Woodbr. (5/12) Woodforde (4/11)                |                                                |
| Sæson                                          | Milano                                         | Memphis                                        | Philadelphia                                   | Stuttgart (i)                                  | Tokyo                                          | Barcelona                                      | Stuttgart                                      | Washington                                     | Indianapolis                                   | New Haven                                      | Sydney (i)                                     | Tokyo (i)                                      |                                                |
| 1993                                           | Kratzmann (2/3) Masur (4/5)                    | Woodbr. (6/12) Woodforde (5/11)                | Grabb (4/7) Reneberg (4/7)                     | Kratzmann (3/3) Masur (5/5)                    | Flach (2/2) Leach (5/8)                        | Cannon (1/1) Melville (2/4)                    | Nijssen (2/3) Suk (2/7)                        | B. Black (1/4) Leach (6/8)                     | Davis (3/4) Martin (1/1)                       | Suk (3/7) Vacek (1/6)                          | P. McEnroe (2/2) Reneberg (5/7)                | Connell (2/8) Galbraith (2/8)                  |                                                |
| 1994                                           | Nijssen (3/3) Suk (4/7)                        | B. Black (2/4) Stark (2/4)                     | Eltingh (1/5) Haarhuis (1/7)                   | Adams (1/5) Olhovskij (1/1)                    | Holm (1/1) Järryd (1/1)                        | Kafelnikov (1/6) Rikl (1/4)                    | Melville (3/4) Norval (1/1)                    | Connell (3/8) Galbraith (3/8)                  | Woodbr. (7/12) Woodforde (6/11)                | Connell (4/8) Galbraith (4/8)                  | Eltingh (2/5) Haarhuis (2/7)                   | Connell (5/8) Galbraith (5/8)                  |                                                |
| Sæson                                          | Milano                                         | Memphis                                        | Philadelphia                                   | Stuttgart (i)                                  | Tokyo                                          | Barcelona                                      | Stuttgart                                      | Washington                                     | Indianapolis                                   | New Haven                                      |                                                | Tokyo (i)                                      |                                                |
| 1995                                           | Becker (2/2) Forget (3/3)                      | Palmer (2/6) Reneberg (6/7)                    | Grabb (5/7) Stark (3/4)                        | Connell (6/8) Galbraith (6/8)                  | Knowles (1/15) Stark (4/4)                     | Kronemann (1/1) Macpherson (2/3)               | Carbonell (1/1) Roig (1/1)                     | Delaître (1/3) Tarango (1/2)                   | Knowles (2/15) Nestor (1/20)                   | Leach (7/8) Melville (4/4)                     | Eltingh (3/5) Haarhuis (3/7)                   |                                                |                                                |
| Sæson                                          | Antwerpen                                      | Memphis                                        | Philadelphia                                   | Milano                                         | Tokyo                                          | Barcelona                                      | Stuttgart                                      | Washington                                     | Indianapolis                                   | New Haven                                      |                                                | Wien                                           |                                                |
| 1996                                           | Björkman (1/2) Kulti (1/2)                     | Knowles (3/15) Nestor (2/20)                   | Woodbr. (8/12) Woodforde (7/11)                | Gaudenzi (1/1) Ivanišević (1/1)                | Woodbr. (9/12) Woodforde (8/11)                | Lobo (1/2) J. Sánchez (3/3)                    | Pimek (1/1) Talbot (2/2)                       | Connell (7/8) Davis (4/4)                      | Grabb (6/7) Reneberg (7/7)                     | B. Black (3/4) Connell (8/8)                   | Kafelnikov (2/6) Vacek (2/6)                   |                                                |                                                |
| Sæson                                          | Antwerpen                                      | Memphis                                        | Philadelphia                                   | Milano                                         | Tokyo                                          | Barcelona                                      | Stuttgart                                      | Washington                                     | Indianapolis                                   | New Haven                                      | Singapore                                      | Wien                                           |                                                |
| 1997                                           | Adams (2/5) Delaître (2/3)                     | E. Ferreira (1/2) Galbraith (7/8)              | Lareau (1/4) O'Brien (1/2)                     | Albano (1/2) Nyborg (1/2)                      | Damm (1/9) Vacek (3/6)                         | Berasategui (1/1) Burillo (1/1)                | Kuerten (1/2) Meligeni (1/1)                   | L. Jensen (1/1) M. Jensen (1/1)                | Tillström (1/2) Tebbutt (1/1)                  | Bhupathi (1/8) Paes (1/6)                      | Bhupathi (2/8) Paes (2/6)                      | E. Ferreira (2/2) Galbraith (8/8)              |                                                |
| Sæson                                          | Antwerpen                                      | Memphis                                        | Philadelphia                                   | London                                         | Tokyo                                          | Barcelona                                      | Stuttgart                                      | Washington                                     | Indianapolis                                   | New Haven                                      | Singapore                                      | Wien                                           |                                                |
| 1998                                           | W. Ferreira (1/1) Kafelnikov (3/6)             | Woodbr. (10/12) Woodforde (9/11)               | Eltingh (4/5) Haarhuis (4/7)                   | Damm (2/9) Grabb (7/7)                         | Lareau (2/4) Nestor (3/20)                     | Eltingh (5/5) Haarhuis (5/7)                   | Delaître (3/3) Santoro (1/3)                   | Stafford (1/1) Ullyett (1/4)                   | Novák (1/3) Rikl (2/4)                         | Arthurs (1/2) Tramacchi (1/1)                  | Woodbr. (11/12) Woodford. (10/11)              | Kafelnikov (4/6) Vacek (4/6)                   |                                                |
| Sæson                                          | Rotterdam                                      | Memphis                                        |                                                | London                                         | Tokyo                                          | Barcelona                                      | Stuttgart                                      | Kitzbühel                                      | Indianapolis                                   | Washington                                     | Singapore                                      | Wien                                           |                                                |
| 1999                                           | Adams (3/5) de Jager (1/3)                     | Woodbr. (12/12) Woodford. (11/11)              | Henman (1/1) Rusedski (1/1)                    | Tarango (2/2) Vacek (5/6)                      | Haarhuis (6/7) Kafelnikov (5/6)                | Oncins (1/1) Orsanic (1/1)                     | Haggard (1/3) Nyborg (2/2)                     | Haarhuis (7/7) Palmer (3/6)                    | Gimelstob (1/3) Lareau (3/4)                   | Mirnyj (1/8) Taino (1/1)                       | Prinosil (1/2) Stolle (1/4)                    |                                                |                                                |

### ATP International Series Gold (2000-08)
| 2000  | Adams (4/5) de Jager (2/3)   | Gimelstob (2/3) Lareau (4/4)    | Adams (5/5) de Jager (3/3)    | B. Black (4/4) Johnson (1/3)    | Kulti (2/2) Tillström (2/2)     | Novák (2/3) Rikl (3/4)      | Albano (2/2) Suk (5/7)        | Hewitt (1/1) Stolle (2/4)     | O'Brien (2/2) Palmer (4/6)        | Bhupathi (3/8) Paes (3/6)    | Kafelnikov (6/6) Zimonjić (1/17) |
| Sæson | Rotterdam                    | Memphis                         | Dubai                         | Acapulco                        | Barcelona                       | Stuttgart                   | Kitzbühel                     | Indianapolis                  | Washington                        | Tokyo                        | Wien                             |
| 2001  | Björkman (2/2) Federer (1/3) | B. Bryan (1/14) M. Bryan (1/14) | Eagle (1/2) Stolle (3/4)      | Johnson (2/3) Kuerten (2/2)     | Johnson (3/3) Palmer (5/6)      | Cañas (1/1) Schüttler (1/1) | Corretja (1/1) Lobo (2/2)     | Knowles (4/15) MacPhie (1/2)  | Damm (3/9) Prinosil (2/2)         | Leach (8/8) Macpherson (3/3) | Damm (4/9) Štěpánek (1/4)        |
| Sæson | Rotterdam                    | Memphis                         | Dubai                         | Acapulco                        | Barcelona                       |                             | Kitzbühel                     | Indianapolis                  | Washington                        | Tokyo                        | Wien                             |
| 2002  | Federer (2/3) Mirnyj (2/8)   | MacPhie (2/2) Zimonjić (2/17)   | Knowles (5/15) Nestor (4/20)  | B. Bryan (2/14) M. Bryan (2/14) | Hill (1/1) Vacek (6/6)          | Koenig (1/1) Shimada (1/1)  | Knowles (6/15) Nestor (5/20)  | W. Black (1/1) Ullyett (2/4)  | Coetzee (1/1) Haggard (2/3)       | Eagle (2/2) Stolle (4/4)     |                                  |
| Sæson | Rotterdam                    | Memphis                         | Dubai                         | Acapulco                        | Barcelona                       | Stuttgart                   | Kitzbühel                     |                               |                                   | Tokyo                        | Wien                             |
| 2003  | Arthurs (2/2) Hanley (1/6)   | Knowles (7/15) Nestor (6/20)    | Paes (4/6) Rikl (4/4)         | Knowles (8/15) Nestor (7/20)    | B. Bryan (3/14) M. Bryan (3/14) | Cibulec (1/1) Vízner (1/3)  | Damm (5/9) Suk (6/7)          | Gimelstob (3/3) Kiefer (1/1)  | Allegro (1/1) Federer (3/3)       |                              |                                  |
| 2004  | Hanley (2/6) Štěpánek (2/4)  | B. Bryan (4/14) M. Bryan (4/14) | Bhupathi (4/8) Santoro (2/3)  | B. Bryan (5/14) M. Bryan (5/14) | Knowles (9/15) Nestor (8/20)    | Novák (3/3) Štěpánek (3/4)  | Čermák (1/5) Friedl (1/4)     | Palmer (6/6) Vízner (2/3)     | Damm (6/9) Suk (7/7)              |                              |                                  |
| 2005  | Erlich (1/1) A. Ram (1/2)    | Aspelin (1/3) Perry (1/1)       | Damm (7/9) Štěpánek (4/4)     | Ferrer (1/1) Ventura (1/1)      | Paes (5/6) Zimonjić (3/17)      | Acasuso (1/1) Prieto (1/1)  | Friedl (2/4) Pavel (1/2)      | Iwabuchi (1/1) Suzuki (1/1)   | Knowles (10/15) Nestor (9/20)     |                              |                                  |
| 2006  | Hanley (3/6) Ullyett (3/4)   | Haggard (3/3) Karlović (1/1)    | Hanley (4/6) Ullyett (4/4)    | Čermák (2/5) Friedl (3/4)       | Knowles (11/15) Nestor (10/20)  | Gaudio (1/1) Mirnyj (3/8)   | Koubek (1/1) Kohlschr. (1/2)  | Fisher (1/1) Phillips (1/1)   | Pála (1/1) Vízner (3/3)           |                              |                                  |
| 2007  | Paes (6/6) Damm (8/9)        | Butorac (1/2) J. Murray (1/9)   | Santoro (3/3) Zimonjić (4/17) | Starace (1/2) Vassallo A. (1/1) | Pavel (2/2) Waske (1/1)         | Čermák (3/5) Friedl (4/4)   | Horna (1/1) Starace (2/2)     | Kerr (1/1) Lindstedt (1/3)    | Fyrstenberg (1/3) Matkowski (1/4) |                              |                                  |
| Sæson | Rotterdam                    | Memphis                         | Acapulco                      | Dubai                           | Barcelona                       | Stuttgart                   | Kitzbühel                     | Tokyo                         | Wien                              |                              |                                  |
| 2008  | Berdych (1/1) Tursunov (1/2) | Bhupathi (5/8) Knowles (12/15)  | Marach (1/4) Mertiňák (1/3)   | Bhupathi (6/8) Knowles (13/15)  | B. Bryan (6/14) M. Bryan (6/14) | Kas (1/1) Kohlschr. (2/2)   | Cerretani (1/1) Hănescu (1/2) | Juzjnyj (1/2) M. Zverev (1/2) | Mirnyj (4/8) A. Ram (2/2)         |                              |                                  |

### ATP World Tour 500 (2009-18)
| Vindere af ATP World Tour 500-turneringer | Vindere af ATP World Tour 500-turneringer | Vindere af ATP World Tour 500-turneringer | Vindere af ATP World Tour 500-turneringer | Vindere af ATP World Tour 500-turneringer | Vindere af ATP World Tour 500-turneringer | Vindere af ATP World Tour 500-turneringer | Vindere af ATP World Tour 500-turneringer | Vindere af ATP World Tour 500-turneringer | Vindere af ATP World Tour 500-turneringer | Vindere af ATP World Tour 500-turneringer | Vindere af ATP World Tour 500-turneringer | Vindere af ATP World Tour 500-turneringer | Vindere af ATP World Tour 500-turneringer |
| ----------------------------------------- | ----------------------------------------- | ----------------------------------------- | ----------------------------------------- | ----------------------------------------- | ----------------------------------------- | ----------------------------------------- | ----------------------------------------- | ----------------------------------------- | ----------------------------------------- | ----------------------------------------- | ----------------------------------------- | ----------------------------------------- | ----------------------------------------- |
| Sæson                                     | Rotterdam                                 | Memphis                                   | Dubai                                     | Acapulco                                  | Barcelona                                 |                                           |                                           | Hamborg                                   | Washington                                | Beijing                                   | Tokyo                                     | Valencia                                  | Basel                                     |
| 2009                                      | Nestor (11/20) Zimonjić (5/17)            | Fish (1/2) Knowles (14/15)                | de Voest (1/1) Tursunov (2/2)             | Čermák (4/5) Mertiňák (2/3)               | Nestor (12/20) Zimonjić (6/17)            | Aspelin (2/3) Hanley (5/6)                | Damm (9/9) Lindstedt (2/3)                | B. Bryan (7/14) M. Bryan (7/14)           | Knowle (1/1) Melzer (1/4)                 | Čermák (5/5) Mertiňák (3/3)               | Nestor (13/20) Zimonjić (7/17)            |                                           |                                           |
| 2010                                      | Nestor (14/20) Zimonjić (8/17)            | Isner (1/1) Querrey (1/1)                 | Aspelin (3/3) Hanley (6/6)                | Kubot (1/10) Marach (2/4)                 | Nestor (15/20) Zimonjić (9/17)            | M. López (1/2) Marrero (1/5)              | Fish (2/2) Knowles (15/15)                | B. Bryan (8/14) M. Bryan (8/14)           | Butorac (2/2) Rojer (1/8)                 | A. Murray (1/3) J. Murray (2/9)           | B. Bryan (9/14) M. Bryan (9/14)           |                                           |                                           |
| 2011                                      | Melzer (2/4) Petzschn. (1/1)              | Mirnyj (5/8) Nestor (16/20)               | Stakhovs. (1/1) Juzjnyj (2/2)             | Hănescu (2/2) Tecău (1/10)                | González (1/2) Lipsky (1/1)               | Marach (3/4) Peya (1/6)                   | Llodra (1/6) Zimonjić (10/17)             | Llodra (2/6) Zimonjić (11/17)             | A. Murray (2/3) J. Murray (3/9)           | B.Bryan (10/14) M.Bryan (10/14)           | Llodra (3/6) Zimonjić (12/17)             |                                           |                                           |
| 2012                                      | Llodra (4/6) Zimonjić (13/17)             | Mirnyj (6/8) Nestor (17/20)               | Bhupathi (7/8) Bopanna (1/5)              | Marrero (2/5) Verdasco (1/3)              | Fyrstenb. (2/3) Matkowski (2/4)           | Marrero (3/5) Verdasco (2/3)              | Huey (1/3) Inglot (1/3)                   | B.Bryan (11/14) M.Bryan (11/14)           | Peya (2/6) Soares (1/9)                   | Peya (3/6) Soares (2/9)                   | Nestor (18/20) Zimonjić (14/17)           |                                           |                                           |
| 2013                                      | Lindstedt (3/3) Zimonjić (15/17)          | B.Bryan (12/14) M.Bryan (12/14)           | Bhupathi (8/8) Llodra (5/6)               | Kubot (2/10) Marrero (4/5)                | Peya (4/6) Soares (3/9)                   | Fyrstenb. (3/3) Matkowski (3/4)           | Benneteau (1/1) Zimonjić (16/17)          | Mirnyj (7/8) Tecău (2/10)                 | Bopanna (2/5) Roger-V. (1/5)              | Peya (5/6) Soares (4/9)                   | Huey (2/3) Inglot (2/3)                   |                                           |                                           |
| Sæson                                     | Rotterdam                                 | Rio de Janeiro                            | Dubai                                     | Acapulco                                  | Barcelona                                 | Hamborg                                   | Washington                                | Beijing                                   | Tokyo                                     | Valencia                                  | Basel                                     |                                           |                                           |
| 2014                                      | Llodra (6/6) Mahut (1/8)                  | Cabal (1/6) Farah (1/6)                   | Bopanna (3/5) Qureshi (1/2)               | Anderson (1/1) Ebden (1/1)                | Huta Gal. (1/1) Robert (1/1)              | Draganja (1/2) Mergea (1/2)               | Rojer (2/8) Tecău (3/10)                  | Rojer (3/8) Tecău (4/10)                  | Herbert (1/6) Przysiężn. (1/1)            | Rojer (4/8) Tecău (5/10)                  | Pospisil (1/3) Zimonjić (17/17)           |                                           |                                           |
| Sæson                                     | Rotterdam                                 | Rio de Janeiro                            | Dubai                                     | Acapulco                                  | Barcelona                                 | Halle                                     | London                                    | Hamborg                                   | Washington                                | Beijing                                   | Tokyo                                     | Wien                                      | Basel                                     |
| 2015                                      | Rojer (5/8) Tecău (6/10)                  | Klizan (1/1) Oswald (1/1)                 | Bopanna (4/5) Nestor (19/20)              | Dodig (1/8) Melo (1/13)                   | Draganja (2/2) Kontinen (1/6)             | Klaasen (1/6) R. Ram (1/5)                | Herbert (2/6) Mahut (2/8)                 | J. Murray (4/9) Peers (1/9)               | B.Bryan (13/14) M.Bryan (13/14)           | Pospisil (2/3) Sock (1/3)                 | Klaasen (2/6) Melo (2/13)                 | Kubot (3/10) Melo (3/13)                  | Peya (6/6) Soares (5/9)                   |
| 2016                                      | Mahut (3/8) Pospisil (3/3)                | Cabal (2/6) Farah (2/6)                   | Bolelli (1/7) Seppi (1/1)                 | Huey (3/3) Mirnyj (8/8)                   | B.Bryan (14/14) M.Bryan (14/14)           | Herbert (3/6) Mahut (4/8)                 | Klaasen (3/6) R. Ram (2/5)                | Kontinen (2/6) Peers (2/9)                | Nestor (20/20) Roger-V. (2/5)             | Carreño (1/2) Nadal (1/1)                 | Granollers (1/5) Matkowski (4/4)          | Kubot (4/10) Melo (4/13)                  | Granollers (2/5) Sock (2/3)               |
| 2017                                      | Dodig (2/8) Granollers (3/5)              | Carreño (2/2) Cuevas (1/2)                | Rojer (6/8) Tecău (7/10)                  | J. Murray (5/9) Soares (6/9)              | Mergea (2/2) Qureshi (2/2)                | Kubot (5/10) Melo (5/13)                  | J. Murray (6/9) Soares (7/9)              | Dodig (3/8) Pavić (1/4)                   | Kontinen (3/6) Peers (3/9)                | Kontinen (4/6) Peers (4/9)                | McLachlan (1/3) Uchiyama (1/1)            | Bopanna (5/5) Cuevas (2/2)                | Kubot (6/10) Melo (6/13)                  |
| 2018                                      | Herbert (4/6) Mahut (5/8)                 | Marrero (5/5) Verdasco (3/3)              | Rojer (7/8) Tecău (8/10)                  | J. Murray (7/9) Soares (8/9)              | F. López (1/3) M. López (2/2)             | Kubot (7/10) Melo (7/13)                  | Kontinen (5/6) Peers (5/9)                | Peralta (1/1) Zeballos (1/3)              | J. Murray (8/9) Soares (9/9)              | Kubot (8/10) Melo (8/13)                  | McLachlan (2/3) Struff (1/2)              | Salisbury (1/4) N.Skupski (1/3)           | Inglot (3/3) Škugor (1/1)                 |

### ATP Tour 500 (siden 2019)
| Vindere af ATP Tour 500-turneringer | Vindere af ATP Tour 500-turneringer | Vindere af ATP Tour 500-turneringer | Vindere af ATP Tour 500-turneringer | Vindere af ATP Tour 500-turneringer | Vindere af ATP Tour 500-turneringer | Vindere af ATP Tour 500-turneringer | Vindere af ATP Tour 500-turneringer | Vindere af ATP Tour 500-turneringer | Vindere af ATP Tour 500-turneringer | Vindere af ATP Tour 500-turneringer | Vindere af ATP Tour 500-turneringer | Vindere af ATP Tour 500-turneringer | Vindere af ATP Tour 500-turneringer | Vindere af ATP Tour 500-turneringer | Vindere af ATP Tour 500-turneringer | Vindere af ATP Tour 500-turneringer |
| ----------------------------------- | ----------------------------------- | ----------------------------------- | ----------------------------------- | ----------------------------------- | ----------------------------------- | ----------------------------------- | ----------------------------------- | ----------------------------------- | ----------------------------------- | ----------------------------------- | ----------------------------------- | ----------------------------------- | ----------------------------------- | ----------------------------------- | ----------------------------------- | ----------------------------------- |
| Sæson                               | Rotterdam                           |                                     | Rio de Janeiro                      |                                     | Dubai                               | Acapulco                            | Barcelona                           | Halle                               | London                              | Hamborg                             | Washington                          | Beijing                             | Tokyo                               |                                     | Wien                                | Basel                               |
| 2019                                | Chardy (1/1) Kontinen (6/6)         | Gonzál. (1/5) Jarry (1/1)           | R. Ram (3/5) Salisbur. (2/4)        | A. Zverev (1/1) M. Zverev (2/2)     | Cabal (3/6) Farah (3/6)             | Klaasen (4/6) Venus (1/7)           | F. López (2/3) A.Murray (3/3)       | Marach (4/4) Melzer (3/4)           | Klaasen (5/6) Venus (2/7)           | Dodig (4/8) Polášek (1/1)           | Mahut (6/8) Roger (3/5)             | R. Ram (4/5) Salisbur. (3/4)        | Rojer (8/8) Tecău (9/10)            |                                     |                                     |                                     |
| Sæson                               | Rotterdam                           | Rio de Janeiro                      | Dubai                               | Acapulco                            | Barcelona                           | Halle                               | London                              | Hamborg                             | Washington                          | Beijing                             | Tokyo                               | Skt. Petersborg                     | Wien                                | Basel                               |                                     |                                     |
| 2020                                | Herbert (5/6) Mahut (7/8)           | Granoll. (4/5) Zeballos (2/3)       | Peers (6/9) Venus (3/7)             | Kubot (9/10) Melo (9/13)            | Aflyst                              | Aflyst                              | Aflyst                              | Peers (7/9) Venus (4/7)             | Aflyst                              | Aflyst                              | Aflyst                              | Melzer (4/4) Roger-V. (4/5)         | Kubot (10/10) Melo (10/13)          | Aflyst                              |                                     |                                     |
| Sæson                               | Rotterdam                           | Rio de Janeiro                      | Dubai                               | Acapulco                            | Barcelona                           | Halle                               | London                              | Hamborg                             | Washington                          | Beijing                             | Tokyo                               |                                     | Wien                                | Basel                               |                                     |                                     |
| 2021                                | Mektić (1/4) Pavić (2/4)            | Aflyst                              | Cabal (4/6) Farah (4/6)             | K.Skups. (1/1) N.Skups. (2/3)       | Cabal (5/6) Farah (5/6)             | Krawietz (1/5) Tecău (10/10)        | Herbert (6/6) Mahut (8/8)           | Pütz (1/5) Venus (5/7)              | Klaasen (6/6) McLachl. (3/3)        | Aflyst                              | Aflyst                              | Cabal (6/6) Farah (6/6)             | Aflyst                              |                                     |                                     |                                     |
| Sæson                               | Rotterdam                           | Rio de Janeiro                      | Dubai                               | Acapulco                            | Barcelona                           | Halle                               | London                              | Hamborg                             | Washington                          | Beijing                             | Tokyo                               | Astana                              | Wien                                | Basel                               |                                     |                                     |
| 2022                                | Haase (1/1) Middelk. (1/1)          | Bolelli (2/7) Fognini (1/1)         | Pütz (2/5) Venus (6/7)              | F. López (3/3) Tsitsipas (1/1)      | Krawietz (2/5) Mies (1/1)           | Granoll. (5/5) Zeballos (3/3)       | Mektić (2/4) Pavić (3/4)            | Glassp. (1/4) Heliöv. (1/1)         | Kyrgios (1/1) Sock (3/3)            | Aflyst                              | McDon. (1/1) Melo (11/13)           | Mektić (3/4) Pavić (4/4)            | Erler (1/3) Miedler (1/3)           | Dodig (5/8) Krajicek (1/4)          |                                     |                                     |
| 2023                                | Dodig (6/8) Krajicek (2/4)          | Gonzál. (2/5) Molteni (1/4)         | Cressy (1/1) Martin (1/1)           | Erler (2/3) Miedler (2/3)           | Gonzál. (3/5) Molteni (2/4)         | Melo (12/13) Peers (8/9)            | Dodig (7/8) Krajicek (3/4)          | Krawietz (3/5) Pütz (3/5)           | Gonzál. (4/5) Molteni (3/4)         | Dodig (8/8) Krajicek (4/4)          | Hijikata (1/1) Purcell (1/1)        |                                     | R. Ram (5/5) Salisbur. (4/4)        | Gonzál. (2/2) Roger-V. (5/5)        |                                     |                                     |
| 2024                                | Koolhof (1/1) Mektić (4/4)          | Barrient. (1/1) Matos (1/2)         | Grieksp. (1/1) Struff (2/2)         | Nys (1/1) Zieliński (1/1)           | Gonzál. (5/5) Molteni (4/4)         | Bolleli (3/7) Vavass. (1/5)         | N.Skups. (3/3) Venus (7/7)          | Krawietz (4/5) Pütz (4/5)           | Lammons (1/1) Withrow (1/1)         | Bolleli (4/7) Vavass. (2/5)         | Cash (1/3) Glassp. (2/4)            | Erler (3/3) Miedler (3/3)           | J.Murray (9/9) Peers (9/9)          |                                     |                                     |                                     |
| Sæson                               | Rotterdam                           | Dallas Open                         | Rio de Janeiro                      | Qatar Open                          | Dubai                               | Acapulco                            | Barcelona                           | München                             | Hamborg                             | Halle                               | London                              | Washington                          | Beijing                             | Wien                                | Basel                               |                                     |
| 2025                                | Bolleli (5/7) Vavass. (3/5)         | Harrison(1/2) King (1/2)            | Melo (13/13) Matos (2/2)            | Cash (2/3) Glassp. (3/4)            | Bhambri(1/1) Popyrin (1/1)          | Harrison(2/2) King (2/2)            | Arends (1/1) Johnson (1/1)          | Göransson(1/1) Verbeek (1/1)        | Bolleli (6/7) Vavass. (4/5)         | Krawietz (5/5) Pütz (5/5)           | Cash (3/3) Glassp. (4/4)            | Bolleli (7/7) Vavass. (5/5)         |                                     |                                     |                                     |                                     |

I 2020 blev Skt. Petersborg Open ekstraordinært opgraderet fra en ATP Tour 250-turnering til en ATP Tour 500-turnering som kompensation for de mange aflyste turneringer på ATP Tour 500-niveau pga. COVID-19-pandemien.

### Flest titler
Følgende spillere har gennem tiden vundet mindst otte doubleturneringer på ATP Tour i kategorierne ATP Championship Series, ATP International Series Gold, ATP World Tour 500, ATP Tour 500 eller ATP 500. Aktive spillere er markeret med fed skrift.
| Daniel Nestor     | 20 | 1995 | 2016 | Memphis (4), Barcelona (4), Rotterdam (2), Dubai (2), Indianapolis (2), Basel (2), Acapulco (1), Tokyo (1), Washington (1), Wien (1) |
| Nenad Zimonjić    | 17 | 2000 | 2014 | Rotterdam (4), Basel (4), Barcelona (3), Washington (2), Memphis (1), Dubai (1), Beijing (1), Wien (1)                               |
| Mark Knowles      | 15 | 1995 | 2010 | Memphis (4), Indianapolis (3), Dubai (2), Barcelona (2), Acapulco (1), Tokyo (1), Washington (1), Wien (1)                           |
| Bob Bryan         | 14 | 2001 | 2016 | Memphis (3), Barcelona (3), Beijing (3), Acapulco (2), Washington (1), Valencia (1), Basel (1)                                       |
| Mike Bryan        | 14 | 2001 | 2016 | Memphis (3), Barcelona (3), Beijing (3), Acapulco (2), Washington (1), Valencia (1), Basel (1)                                       |
| Marcelo Melo      | 13 | 2015 | 2025 | Halle (3), Wien (3), Acapulco (2), Tokyo (2), Beijing (1), Basel (1), Rio de Janeiro (1)                                             |
| Todd Woodbridge   | 12 | 1991 | 1999 | Memphis (4), Philadelphia (2), Tokyo (2), Bruxelles (1), Indianapolis (1), Singapore (1), Tokyo indendørs (1)                        |
| Mark Woodforde    | 11 | 1991 | 1999 | Memphis (4), Philadelphia (2), Bruxelles (1), Tokyo (1), Indianapolis (1), Singapore (1), Tokyo indendørs (1)                        |
| Łukasz Kubot      | 10 | 2010 | 2020 | Acapulco (3), Wien (3), Halle (2), Beijing (1), Basel (1)                                                                            |
| Horia Tecău       | 10 | 2011 | 2021 | Dubai (2), Beijing (2), Rotterdam (1), Acapulco (1), Halle (1), Washington (1), Valencia (1), Basel (1)                              |
| Martin Damm       | 9  | 1997 | 2009 | Washington (2), Wien (2), Rotterdam (1), Dubai (1), London indendørs (1), Tokyo (1), Kitzbühel (1)                                   |
| Bruno Soares      | 9  | 2012 | 2018 | Acapulco (2), Valencia (2), Barcelona (1), London (1), Washington (1), Tokyo (1), Basel (1)                                          |
| Jamie Murray      | 9  | 2007 | 2024 | Acapulco (2), Memphis (1), London (1), Hamborg (1), Washington (1), Tokyo (1), Valencia (1), Basel (1)                               |
| John Peers        | 9  | 2015 | 2024 | Hamborg (3), Dubai (1), Halle (1), London (1), Washington (1), Beijing (1), Basel (1)                                                |
| Grant Connell     | 8  | 1990 | 1996 | Washington (3), New Haven (2), Tokyo indendørs (2), Stuttgart indendørs (1)                                                          |
| Patrick Galbraith | 8  | 1990 | 1997 | Tokyo indendørs (2), Toronto indendørs (1), Memphis (1), Stuttgart indendørs (1), Washington (1), New Haven (1), Wien (1)            |
| Rick Leach        | 8  | 1990 | 2001 | Tokyo (3), Philadelphia (2), New Haven (2), Washington (1)                                                                           |
| Mahesh Bhupathi   | 8  | 1997 | 2013 | Dubai (4), Memphis (1), New Haven (1), Singapore (1), Tokyo (1)                                                                      |
| Maks Mirnyj       | 8  | 1999 | 2016 | Memphis (2), Rotterdam (1), Acapulco (1), Stuttgart (1), Beijing (1), Singapore (1), Wien (1), Swiss Indoor                          |
| Jean-Julien Rojer | 8  | 2010 | 2019 | Dubai (2), Rotterdam (1), Washington (1), Beijing (1), Tokyo (1), Valencia (1), Basel (1)                                            |
| Nicolas Mahut     | 8  | 2014 | 2021 | Rotterdam (4), London (2), Halle (1), Tokyo (1)                                                                                      |
| Ivan Dodig        | 8  | 2015 | 2023 | Rotterdam (2), Beijing (2), Acapulco (1), London (1), Hamborg (1), Basel (1)                                                         |